# Октябрьский сельсовет (Красноярский край)
Октябрьский сельсовет — сельское поселение в Богучанском районе Красноярского края.
Административный центр — посёлок Октябрьский.
Первоначально: городское поселение посёлок Октябрьский.

## Население
| 2010 | 2012  | 2013  | 2014  | 2015  | 2016  | 2017  |
| ---- | ----- | ----- | ----- | ----- | ----- | ----- |
| 6023 | ↘5936 | ↘5828 | ↘5733 | ↘5638 | ↘5630 | ↗5637 |

## Состав сельского поселения
| № | Населённый пункт | Тип населённого пункта          | Население |
| - | ---------------- | ------------------------------- | --------- |
| 1 | Малеево          | деревня                         | 144       |
| 2 | Октябрьский      | посёлок, административный центр | ↘5879     |

## Местное самоуправление
Октябрьский сельский Совет депутатов
Дата избрания: 04.03.2012. Срок полномочий: 4 года
Глава муниципального образования
- Тодорашко Антонина Александровна. Дата избрания: 04.03.2012. Срок полномочий: 4 года